# 田中館愛橘
田中館愛橘（日语：／，1856年9月18日—1952年5月21日），日本物理學家，岩手縣人，在地球物理學等多個領域有一定貢獻。他的名字有時候轉寫為Aikitu。

## 生平
田中館愛橘生於岩手縣二戶市南部藩一个藩士家庭，九岁开始学习下斗米军七的武术“实用流”，次年在福冈的乡学校的令齐场和私塾会辅社学习日文和武术。1869年，田中館愛橘前往盛冈，在南部藩的藩校作人館的修文所就讀，学习日文和汉文。1872年，和家人遷往東京市，并于当年9月進入慶應義塾大學學習英文。不过由于学费负担过重，学习了9个月以后田中館愛橘便退学了。之后田中館愛橘选择进入东京英语学校就读，这里的学费更加便宜。在这里，肥田昭作（1842-1927）讲授的自然科学思想激发了田中館愛橘投身科学研究的动力。1876年9月，田中館愛橘进入官立東京開成学校预科三年级就读，跟随山川健次郎（1854-1931）学习物理学。田中館愛橘对政治充满着兴趣并开始思考未来的职业生涯，但是山川健次郎建议他学习“在日本落后的科学”。
1878年9月，田中館愛橘进入東京帝国大学理学部念书。当时由数学家菊池大麓（1855-1917）讲授数学，苏格兰物理学家阿尔弗雷德·尤因讲授天文学、物理学、物理实验和地磁观测，美国物理学家汤玛斯·科温·门登霍尔讲授力学和热力学，与这些老师的相遇给田中館愛橘产生了很大的影响。1881年夏至1882年，田中館愛橘先后赴札幌、鹿儿岛、冲绳和小笠原群岛观测地磁，并於当年畢業，成为东京帝国大学准助教授。1883年，田中館愛橘设计了一种使用蜘蛛丝的电磁定向仪，这种定向仪能够在比传统观测设备更短的时间内取得测量结果。该论文还发表在了日本的学会报告书和伦敦皇家学会期刊上，被誉为当时世界上最精确的定向仪。同年12月27日，田中館愛橘被升任东京帝国大学助教授。1885年，田中館愛橘發明了將日文轉寫為拉丁字母的日本式罗马字。1887年6月至10月，田中館愛橘在日本南半部和朝鲜半岛南部的31个地点进行了地磁测量。1888年1月，田中館愛橘受教育部指派前往蘇格蘭格拉斯哥大學跟隨開爾文男爵學習电磁学，並于1890年3月左右前往德國柏林洪堡大學师从赫尔曼·冯·亥姆霍兹學習了一年的电气工程。1891年7月，田中館愛橘经美国返回日本，于当年7月22日成为东京帝国大学教授，并于8月获得理学博士学位。
1893到1896年間，田中館愛橘在日本各地測定重力場和地磁场的值，作為地球物理學研究之用。他並且在東京帝国大學建立了地震學研究所。他還曾經建議在日本設立國際緯度觀測所的其中一個觀測站，之後他的学生木村荣於1899年在水澤市成立緯度觀測站。田中館愛橘也是航空業的早期倡導者。日俄戰爭期間他是大日本帝國陸軍使用熱氣球進行偵察的技術指導人員，並加入了臨時軍用氣球研究會。這些經歷使他在東京帝國大學成立了航空實驗室。1906年，田中馆爱橘当选为帝国学士院会员。1907年田中館愛橘參加國際度量衡大會時，他看到了一個早期固定翼飛機模型，並因此延長了留在巴黎的時間以研究該模型。之後田中館愛橘在日本的航空實驗室設立了風洞。1910到1916年間田中館愛橘在日本和法國發表了數十篇航空工程與航空學相關論文。在當時他是發表最多航空工程相關論文的日本科學家。

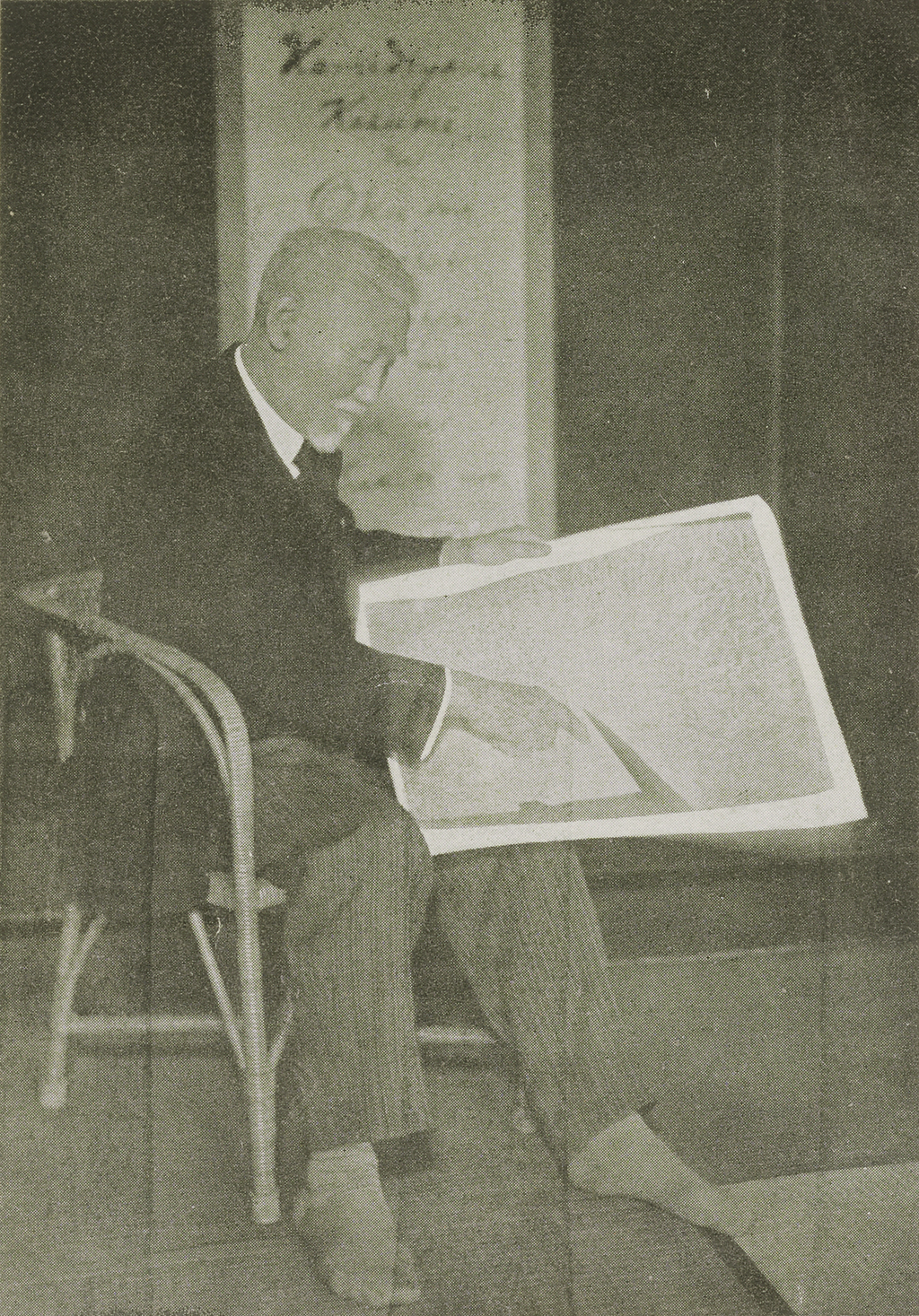
攝於1943年。

田中館愛橘是国际度量衡委员会的首位日本籍會員，並協助日本政府正式採用公制度量衡系統。1925到1947年間他在日本國會貴族院擔任議員。1928年，田中馆爱橘被授予法国荣誉军团勋章。1943年，田中馆爱橘获得朝日奖并于次年被授予日本文化勋章。1952年5月21日，田中館愛橘在东京都世田谷区经堂的家中逝世，终年96岁，贈勳一等旭日大授章。
至今格拉斯哥大學仍有保留田中館愛橘的數篇論文。

## 榮譽與獎項
- 1928年法國榮譽軍團勳章[4]
- 1943年朝日獎[6]
- 1944年文化勳章[7]
- 小行星10300[2]

## 外部連結
- 田中舘愛橘博士 （页面存档备份，存于）
- 田中舘愛橘記念科学館 （页面存档备份，存于）
- 田中舘愛橘 （页面存档备份，存于）
- 財団法人日本のローマ字社 （页面存档备份，存于）